# Mistrzostwa Afryki w Lekkoatletyce 2004
14. Mistrzostwa Afryki w Lekkoatletyce – ogólnoafrykańskie zawody lekkoatletyczne, które zostały zorganizowane w lipcu 2004 roku w Brazzaville na terenie Konga.

## Rezultaty

### Mężczyźni
| Konkurencja           | Złoto                                                                     | Złoto    | Srebro                                                                           | Srebro   | Brąz                                                                                         | Brąz     |
| --------------------- | ------------------------------------------------------------------------- | -------- | -------------------------------------------------------------------------------- | -------- | -------------------------------------------------------------------------------------------- | -------- |
| 100 m                 | Olusoji Fasuba · Nigeria                                                  | 10.21    | Idrissa Sanou · Burkina Faso                                                     | 10.37    | Jaysuma Saidy Ndure · Gambia                                                                 | 10.43    |
| 200 m                 | Joseph Batangdon · Kamerun                                                | 20.46    | Ambrose Ezenwa · Nigeria                                                         | 20.75    | Morné Nagel · Południowa Afryka                                                              | 20.83    |
| 400 m                 | Eric Milazar · Mauritius                                                  | 45.03    | Ezra Sambu · Kenia                                                               | 45.33    | Young Talkmore Nyongani · Zimbabwe                                                           | 45.69    |
| 800 m                 | William Yiampoy · Kenia                                                   | 1:45.36  | Hezekiél Sepeng · Południowa Afryka                                              | 1:45.55  | Ismail Ahmed Ismail · Sudan                                                                  | 1:45.87  |
| 1500 m                | Paul Korir · Kenia                                                        | 3:39.48  | Peter Roko Ashak · Sudan                                                         | 3:41.31  | Yassine Bensghir · Maroko                                                                    | 3:41.49  |
| 5000 m                | Zwedo Maregu · Etiopia                                                    | 13:47.77 | Boniface Songok · Kenia                                                          | 13:48.06 | Hillary Chenonge · Kenia                                                                     | 13:48.44 |
| 10000 m               | Charles Kamathi · Kenia                                                   | 28:07.83 | Abebe Dinkessa · Etiopia                                                         | 28:10.49 | Yebeltal Admasu · Etiopia                                                                    | 28:28.59 |
| 3000 m z przeszkodami | David Chemweno · Kenia                                                    | 8:17.31  | Richard Matelong · Kenia                                                         | 8:26.34  | Abdelatif Chemlal · Maroko                                                                   | 8:31.01  |
| 110 m przez płotki    | Todd Matthews Jouda · Sudan                                               | 13.70    | Shaun Bownes · Południowa Afryka                                                 | 13.80    | Frikkie van Zyl · Południowa Afryka                                                          | 13.81    |
| 400 m przez płotki    | Llewellyn Herbert · Południowa Afryka                                     | 48.90    | Julius Bungei · Kenia                                                            | 49.56    | Ockert Cilliers · Południowa Afryka                                                          | 49.58    |
| Chód na 20 km         | Julius Sawe · Kenia                                                       | 1:27:43  | Hassanine Sbaï · Tunezja                                                         | 1:28:35  | Moussa Aouanouk · Algieria                                                                   | 1:29:02  |
| 4 × 100               | Nigeria · Olusoji Fasuba · Ambrose Ezenwa · Aaron Egbele · Chinedu Oriala | 38,91    | Południowa Afryka · Morné Nagel · Deon du Toit · Clinton Venter · Lee-Roy Newton | 39,59    | Kamerun · Emmanuel Ngom Priso · Idrissa Adam · Alain Olivier Nyounai · Joseph Batangdon      | 39.87    |
| 4 × 400               | Zimbabwe · Lloyd Zvasiya · Lewis Banda · Temba Ncube · Talkmore Nyongani  | 3:02.38  | Nigeria · James Godday · Saul Weigopwa · Bola Lawal · Enefiok Udo-Obong          | 3:02.66  | Południowa Afryka · Marcus La Grange · Werner Botha · Hendrick Mokganyetsi · Arnaud Malherbe | 3:03.81  |
| Skok wzwyż            | Kabelo Mmono · Botswana                                                   | 2.17     | Boubacar Séré · Burkina Faso                                                     | 2.10     | Khemraj Naiko · Mauritius                                                                    | 2.10     |
| Skok w dal            | Jonathan Chimier · Mauritius                                              | 8.06     | Ndiss Kaba Badji · Senegal                                                       | 7.86     | Nabil Adamou · Algieria                                                                      | 7.72     |
| Skok o tyczce         | Béchir Zaghouani · Tunezja                                                | 5.20     | Karim Sène · Senegal                                                             | 5.00     | Mohamed Karbib · Maroko                                                                      | 4.60     |
| Trójskok              | Olivier Sanou · Burkina Faso                                              | 16.31    | Hamza Ménina · Algieria                                                          | 16.02    | Thierry Adanabou · Burkina Faso                                                              | 15.93    |
| Pchnięcie kulą        | Janus Robberts · Południowa Afryka                                        | 21.02    | Burger Lambrechts · Południowa Afryka                                            | 18.78    | Yasser Ibrahim Farag · Egipt                                                                 | 18.51    |
| Rzut dyskiem          | Frantz Kruger · Południowa Afryka                                         | 63.85    | Hannes Hopley · Południowa Afryka                                                | 63.50    | Nabil Kiram · Maroko                                                                         | 52.12    |
| Rzut oszczepem        | Gerhardus Pienaar · Południowa Afryka                                     | 78.31    | Gerbrandt Grobler · Południowa Afryka                                            | 76.93    | Willie Human · Południowa Afryka                                                             | 71.48    |
| Rzut młotem           | Chris Harmse · Południowa Afryka                                          | 75.90    | Saber Souid · Tunezja                                                            | 70.71    | Ahmed Abd El Raouf · Egipt                                                                   | 67.87    |
| Dziesięcioboj         | Anis Riahi · Tunezja                                                      | 7200     | Selwyn Lieutier · Mauritius                                                      | 6882     | Celestin Moussambote Kengué · Kongo                                                          | 6478     |

### Kobiety
| Konkurencja           | Złoto                                                                          | Złoto      | Srebro                                                                                    | Srebro    | Brąz                                                                         | Brąz      |
| --------------------- | ------------------------------------------------------------------------------ | ---------- | ----------------------------------------------------------------------------------------- | --------- | ---------------------------------------------------------------------------- | --------- |
| 100 m                 | Endurance Ojokolo · Nigeria                                                    | 11.33      | Mercy Nku · Nigeria                                                                       | 11.36     | Geraldine Pillay · Południowa Afryka                                         | 11.40     |
| 200 m                 | Geraldine Pillay · Południowa Afryka                                           | 23.18      | Kadiatou Camara · Mali                                                                    | 23.22     | Nadjina Kaltouma · Czad                                                      | 23.29     |
| 400 m                 | Fatou Bintou Fall · Senegal                                                    | 50.62      | Nadjina Kaltouma · Czad                                                                   | 50.80     | Hortense Béwouda · Kamerun                                                   | 51.15     |
| 800 m                 | Saïda El Mehdi · Maroko                                                        | 2:03.52    | Charity Wandia · Kenia                                                                    | 2:04.08   | Caroline Chepkwony · Kenia                                                   | 2:04.58   |
| 1500 m                | Nancy Langat · Kenia                                                           | 4:24.56    | Saïda El Mehdi · Maroko                                                                   | 4:24.87   | Jeruto Kiptum · Kenia                                                        | 4:25.85   |
| 5000 m                | Etalemahu Kidane · Etiopia                                                     | 16:25.83   | Priscah Jepleting · Kenia                                                                 | 16:26.15  | Angele Haronsimana · Burundi                                                 | 16:55.99  |
| 10 000 m              | Eyerusalem Kuma · Etiopia                                                      | 31:56.77   | Irene Kwambai · Kenia                                                                     | 31:57.54  | Catherine Kirui · Kenia                                                      | 32:35.71  |
| 3000 m z przeszkodami | Bouchra Chaabi · Maroko                                                        | 9:53.46 CR | Nawal Baïbi · Maroko                                                                      | 10:11.42  | Tebogo Masehla · Południowa Afryka                                           | 10:34.40  |
| 100 m przez płotki    | Lalanirina Rosa Rakotozafy · Madagaskar                                        | 13.73      | Carole Kaboud Mebam · Kamerun                                                             | 14.07     | Alima Soura · Burkina Faso                                                   | 14.38     |
| 400 m przez płotki    | Surita Febbraio · Południowa Afryka                                            | 55.12      | Mame Tacko Diouf · Senegal                                                                | 55.62     | Zahra Lachgar · Maroko                                                       | 57.12     |
| Chód na 20 km         | Grace Njue · Kenia                                                             | 1:42:45    | Nicolene Cronjé · Południowa Afryka                                                       | 1:43:57   | Bahia Boussad · Algieria                                                     | 1:46:12   |
| 4 × 100               | Nigeria · Gloria Kemasuode · Mercy Nku · Oludamola Osayomi · Endurance Ojokolo | 44.32      | Południowa Afryka · Dikeledi Moropane · Heide Seyerling · Adri Shoeman · Geraldine Pillay | 44.42     | Senegal · Fatoumata Coly · Aida Diop · Aissatou Badjo · Aminata Diouf        | 45.21     |
| 4 × 400               | Senegal · Fatou Bintou Fall · Mame Tacko Diouf · Aïda Diop · Ami Mbacké Thiam  | 3:29.41 CR | Południowa Afryka · Surita Febbraio · Adri Shoeman · Heide Seyerling · Estie Wittstock    | 3:30.12   | Kamerun · Hortense Bewouda · Carole Kaboud · Muriel Noah · Delphine Atangana | 3:30.77   |
| Skok wzwyż            | Hestrie Cloete · Południowa Afryka                                             | 1.95 =CR   | Samantha Dodd · Południowa Afryka                                                         | 1.60      | Janice Josephs · Południowa Afryka                                           | 1.50      |
| Skok o tyczce         | Syrine Balti · Tunezja                                                         | 4.00       | Samantha Dodd · Południowa Afryka                                                         | 3.80      | Nancy Cheekoussen · Mauritius                                                | 3.70      |
| Skok w dal            | Kene Ndoye · Senegal                                                           | 6.64       | Kadiatou Camara · Mali                                                                    | 6.29      | Yah Koïta · Mali                                                             | 6.27      |
| Trójskok              | Yamilé Aldama · Sudan                                                          | 14.90      | Kene Ndoye · Senegal                                                                      | 14.44     | Mariette Mien · Burkina Faso                                                 | 12.61     |
| Pchnięcie kulą        | Wafa Ismail El Baghdadi · Egipt                                                | 15.53      | Amel Ben Khaled · Tunezja                                                                 | 15.45     | Alifatou Djibril · Togo                                                      | 15.16     |
| Rzut dyskiem          | Elizna Naudé · Południowa Afryka                                               | 57.50      | Alifatou Djibril · Togo                                                                   | 52.62     | Hiba Meshili Abu Zaghari · Egipt                                             | 50.58     |
| Rzut młotem           | Marwa Hussein Arafat · Egipt                                                   | 66.14 CR   | Mouna Dani · Maroko                                                                       | 57.98     | Hayat El Ghazi · Maroko                                                      | 57.67     |
| Rzut oszczepem        | Sunette Viljoen · Południowa Afryka                                            | 60.13      | Aïda Sellam · Tunezja                                                                     | 54.68     | Cecilia Kiplagat · Kenia                                                     | 48.78     |
| Siedmiobój            | Margaret Simpson · Ghana                                                       | 6154 pkt.  | Janice Josephs · Południowa Afryka                                                        | 5785 pkt. | Céline Laporte · Seszele                                                     | 5172 pkt. |

## Klasyfikacja medalowa
| Klasyfikacja medalowa | Klasyfikacja medalowa | Klasyfikacja medalowa | Klasyfikacja medalowa | Klasyfikacja medalowa | Klasyfikacja medalowa |
| --------------------- | --------------------- | --------------------- | --------------------- | --------------------- | --------------------- |
| Miejsce               | Kraj                  | Złoto                 | Srebro                | Brąz                  | Razem                 |
| 1.                    | Południowa Afryka     | 10                    | 12                    | 8                     | 30                    |
| 2.                    | Kenia                 | 7                     | 7                     | 5                     | 19                    |
| 3.                    | Nigeria               | 4                     | 3                     | 0                     | 7                     |
| 4.                    | Senegal               | 3                     | 4                     | 1                     | 8                     |
| 5.                    | Tunezja               | 3                     | 4                     | 0                     | 7                     |
| 6.                    | Etiopia               | 3                     | 1                     | 1                     | 5                     |
| 7.                    | Maroko                | 2                     | 3                     | 6                     | 11                    |
| 8.                    | Mauritius             | 2                     | 1                     | 2                     | 5                     |
| 9.                    | Sudan                 | 2                     | 1                     | 1                     | 4                     |
| 10.                   | Egipt                 | 2                     | 0                     | 3                     | 5                     |
| 11.                   | Burkina Faso          | 1                     | 2                     | 3                     | 6                     |
| 11.                   | Kamerun               | 1                     | 1                     | 3                     | 5                     |
| 13.                   | Zimbabwe              | 1                     | 0                     | 1                     | 2                     |
| 14.                   | Botswana              | 1                     | 0                     | 0                     | 1                     |
| 14.                   | Madagaskar            | 1                     | 0                     | 0                     | 1                     |
| 14.                   | Ghana                 | 1                     | 0                     | 0                     | 1                     |
| 17.                   | Mali                  | 0                     | 2                     | 1                     | 3                     |
| 18.                   | Algieria              | 0                     | 1                     | 3                     | 4                     |
| 19.                   | Czad                  | 0                     | 1                     | 1                     | 2                     |
| 19.                   | Togo                  | 0                     | 1                     | 1                     | 2                     |
| 21.                   | Gambia                | 0                     | 0                     | 1                     | 1                     |
| 21.                   | Kongo                 | 0                     | 0                     | 1                     | 1                     |
| 21.                   | Burundi               | 0                     | 0                     | 1                     | 1                     |
| 21.                   | Seszele               | 0                     | 0                     | 1                     | 1                     |